# Bettelheim Sámuel
Bettelheim Sámuel (Galgóc, 1820-as évek eleje) orvos, politikus.

## Élete
Az 1848-i forradalmak előkészítő agitációiban élénk részt vett, majd a hadseregben szolgált. Felesége, Bettelheim Éva hebraista és talmudi jogszakértő volt.